# Peter Sloterdijk
Peter Sloterdijk (ur. 26 czerwca 1947 w Karlsruhe) – niemiecki filozof, kulturoznawca i eseista.

## Życie
Sloterdijk studiował filozofię, germanistykę i historię na uniwersytecie w Monachium. W 1975 otrzymał tytuł doktora nauk humanistycznych na uniwersytecie w Hamburgu. W latach 2001-2015 pełnił funkcję rektora Uniwersytetu Sztuk i Designu w Karlsruhe, współpracującego ściśle z Centrum Sztuk i Mediów w Karlsruhe.

## Poglądy i publikacje
Kontynuator tradycji filozoficznej Nietzschego i szkoły frankfurckiej. Od 1980 r. publikuje wiele prac z zakresu filozofii, w tym jego dotychczas najważniejszą – Krytykę cynicznego rozumu (Kritik der zynischen Vernunft, 1983).

## Wybrane publikacje
- Kritik der zynischen Vernunft, 1983
- Der Zauberbaum. Die Entstehung der Psychoanalyse im Jahr 1785, 1985
- Der Denker auf der Bühne. Nietzsches Materialismus, 1986
- Kopernikanische Mobilmachung und ptolmäische Abrüstung, 1986
- Zur Welt kommen – Zur Sprache kommen. Frankfurter Vorlesungen, 1988
- Eurotaoismus. Zur Kritik der politischen Kinetik, 1989
- Versprechen auf Deutsch. Rede über das eigene Land, 1990
- Weltfremdheit, 1993
- Im selben Boot. Versuch über die Hyperpolitik, 1993
- Falls Europa erwacht. Gedanken zum Programm einer Weltmacht am Ende des Zeitalters seiner politischen Absence, 1994
- Der starke Grund zusammen zu sein. Erinnerungen an die Erfindung des Volkes, 1998
- Sphären I – Blasen, Mikrosphärologie, 1998
- Sphären II – Globen, Makrosphärologie, 1999
- Regeln für den Menschenpark. Ein Antwortschreiben zu Heideggers Brief über den Humanismus, 1999
- Die Verachtung der Massen. Versuch über Kulturkämpfe in der modernen Gesellschaft, 2000
- Über die Verbesserung der guten Nachricht. Nietzsches fünftes Evangelium. Rede zum 100. Todestag von Friedrich Nietzsche, 2000
- Nicht gerettet. Versuche nach Heidegger, 2001
- Die Sonne und der Tod. Dialogische Untersuchungen mit H.-J. Heinrichs, 2001
- Tau von den Bermudas. Über einige Regime der Phantasie, 2001
- Luftbeben. An den Wurzeln des Terrors, 2002
- Sphären III – Schäume, Plurale Sphärologie, 2004
- Im Weltinnenraum des Kapitals, 2005
- Was zählt, kehrt wieder. Philosophische Dialoge, gem. mit Alain Finkielkraut (aus d. frz.), 2005
- Zorn und Zeit. Politisch-psychologischer Versuch, 2006Der ästhetische Imperativ, 2007.
  - Derrida Ein Ägypter, 2007.
  - Gottes Eifer. Vom Kampf der drei Monotheismen, Frankfurt am Main (Insel), 2007.
  - Theorie der Nachkriegszeiten, (Suhrkamp), 2008.
  - Du mußt dein Leben ändern, Frankfurt am Main (Suhrkamp), 2009.
  - Philosophische Temperamente Von Platon bis Foucault, München (Diederichs) 2009. ISBN 978-3-424-35016-6
  - Scheintod im Denken, Von Philosophie und Wissenschaft als Ubung (Suhrkamp), 2010.
  - Die nehmende Hand und die gebende Seite, (Suhrkamp), 2010.
  - Die schrecklichen Kinder der Neuzeit, (Suhrkamp), 2014.
  - Was geschah im 20. Jahrhundert? Unterwegs zu einer Kritik der extremistischen Vernunft, (Suhrkamp), 2016.
  - Das Schelling-Projekt. Ein Bericht. Suhrkamp, Berlin 2016, ISBN 978-3-518-42524-4.
  - Nach Gott: Glaubens- und Unglaubensversuche. Suhrkamp, Berlin 2017, ISBN 978-3-518-42632-6 bzw. ISBN 3-518-42632-X.
  - Neue Zeilen und Tage. Notizen 2011–2013. Suhrkamp, Berlin 2018, ISBN 978-3-518-42844-3.
  - Polyloquien. Ein Brevier. Hrsg. v. Raimund Fellinger, Suhrkamp, Berlin 2018, ISBN 978-3-518-42775-0.
  - Den Himmel zum Sprechen bringen. Über Theopoesie. Suhrkamp, Berlin 2020, ISBN 978-3-518-42933-4.
  - Der Staat streift seine Samthandschuhe ab. Ausgewählte Gespräche und Beiträge 2020–2021. Suhrkamp, Berlin 2021, ISBN 978-3-518-47222-4.

## Odznaczenia
- 2005 – Odznaka Honorowa za Naukę i Sztukę (Austria)[2]
- 2006 – Komandor Orderu Sztuki i Literatury (Francja)[2]

## Tłumaczenia na język polski
- Pogarda mas. Szkic o walkach kulturowych we współczesnym społeczeństwie, tłum. Bogdan Baran, Warszawa 2003, Spółdzielnia Wydawnicza „Czytelnik”, ISBN 83-07-02918-X (Die Verachtung der Massen. Versuch über Kulturkämpfe in der modernen Gesellschaft 2000)
- Bezinteresowny rewanżysta. O Cioranie, przeł. Arkadiusz Żychliński, w: Odra 6/2005, s. 35-38.
- Krytyka cynicznego rozumu, przeł. Piotr Dehnel, Wrocław 2008, Wydawnictwo Naukowe Dolnośląskiej Szkoły Wyższej, seria Biblioteka Współczesnej Myśli Społecznej, ISBN 978-83-89518-63-7 (Kritik der zynischen Vernunft 1983)
- Reguły dla ludzkiego zwierzyńca. Odpowiedź na Heideggera list o humanizmie [Regeln für den Menschenpark. Ein Antwortschreiben zu Heideggers Brief über den Humanismus], przeł. Arkadiusz Żychliński, w: Przegląd Kulturoznawczy 4/2008, s. 40-62.
- O ulepszaniu dobrej nowiny. Piąta „ewangelia” Nietzschego, [Über die Verbesserung der guten Nachricht. Nietzsches fünftes 'Evangelium'] przeł. Tymoteusz Słowiński, Wydawnictwo Toporzeł, seria Akademia Nietzschego, Wrocław 2010, ISBN 978-83-85559-35-1
- Kryształowy pałac, [Im Weltinnenraum des Kapitals] przeł. Borys Cymbrowski, Wydawnictwo Krytyki Politycznej, seria Idee, t. 26, Warszawa 2011, ISBN 978-83-62467-20-4
- Gniew i czas. Esej polityczno-psychologiczny, [Zorn und Zeit. Politisch-psychologischer Versuch] przeł. Arkadiusz Żychliński, Wydawnictwo Scholar, Warszawa 2011, ISBN 978-83-7383-301-2
- Gorliwość Boga. O walce trzech monoteizmów, przeł. Bogdan Baran, Wydawnictwo Aletheia, Warszawa 2013, ISBN 978-83-62858-42-2.
- W cieniu góry Synaj. Przypis o źródłach i przemianach całkowitego członkostwa, przeł. Bogdan Baran, Wydawnictwo Aletheia, Warszawa 2014, ISBN 978-83-62858-49-1.
- Musisz życie swe odmienić. O antropotechnice tłum. Jarosław Janiszewski, Warszawa 2014, ISBN 978-83-01-17760-7.
- Domestykacja człowieka i ekspansja solidarności, w: Solidarność i kryzys zaufania, red. Jacek Kołtan, Gdańsk: Europejskie Centrum Solidarności 2014.

## Literatura przedmiotu
- P. Wiatr, Peter Sloterdijk - ćwiczenia z prowokacji. Rzecz o niedogmatycznej teorii mediów, Lublin 2024.